# Bonn
Thành phố Liên bang Bonn (phiên âm tiếng Việt: Bon) nằm phía nam của bang Nordrhein-Westfalen, và nằm cạnh bờ sông Rhein. Bonn là một trong những thành phố cổ của Đức và có trường Đại học Bonn nổi tiếng. Bonn toạ lạc khoảng 25 km về phía nam của Köln bên sông Rhine ở bang North Rhine-Westphalia.
Bonn đã từng là thủ đô của nước Cộng hòa Liên bang Đức từ năm 1949 đến 1990. Bắt đầu từ năm 1998, nhiều cơ quan chính phủ quốc gia đã được chuyển từ Bonn đến Berlin. Cả hai viện của quốc hội Đức, Bundestag và Bundesrat, đã được di chuyển cùng với phủ và nhà ở Thủ tướng Đức và Tổng thống Đức.
Bonn vẫn còn là một trung tâm chính trị và hành chính. Khoảng một nửa số cơ quan của chính phủ vẫn được giữ lại ở Bonn, Bonn vẫn nắm giữ danh hiệu Thành phố liên bang ("Bundesstadt").
Bonn đã phát triển thành một trung tâm hợp tác quốc tế đặc biệt trong lĩnh vực môi trường và phát triển bền vững. Ngoài một số tổ chức quốc tế khác và các tổ chức, Bonn là nơi đóng trụ sở của 17 cơ quan thuộc Liên Hợp Quốc.
Bonn là nơi có trụ sở các công ty lớn nhất Đức, chủ yếu trong các lĩnh vực viễn thông và hậu cần. Đồng thời, Bonn là thành lập chính nó như là một trung tâm hội nghị quốc gia và quốc tế quan trọng.

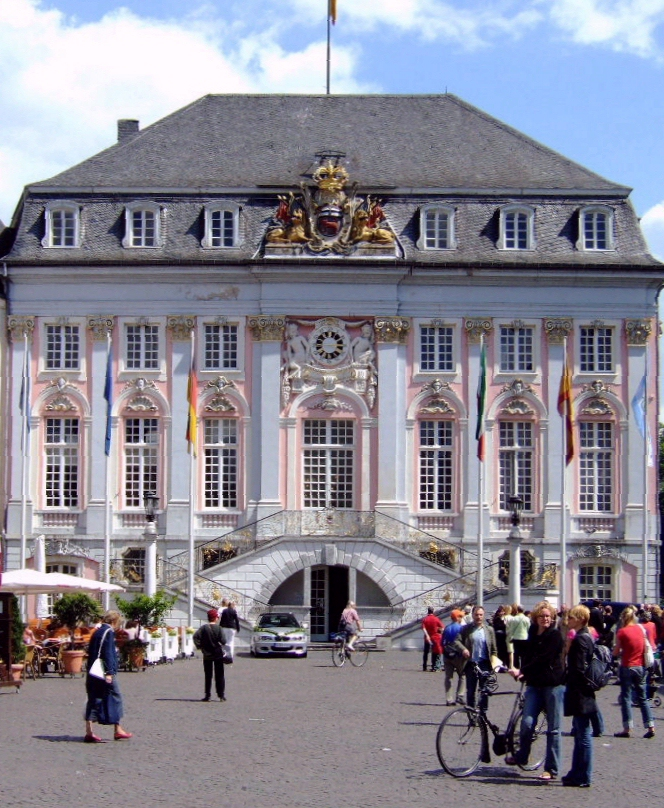
Tòa thị chính cổ của thành phố